# 치바 잇신
지바 잇신(千葉一伸, 1968년 6월 26일~ )은 일본의 성우이며, 아트비전 소속이다. 1990년부터 활동하고 있다. 본명은 지바 카즈노부이다.

## 더빙
- 원피스 - 하몬드, 글라디우스
- GR자이언트 로보-아라시 카츠미
- 명탐정 코난-치바 카즈노부(이형사)
- 명탐정 코난: 전율의 악보-치바 카즈노부(이형사)
- 명탐정 코난 에피소드 “원” 작아진 명탐정-치바 카즈노부(이형사)
- 명탐정 코난: 할로윈의 신부-치바 카즈노부(이형사)
- 짱구는 못말려-다수
- 프리큐어 스플래쉬스타-카레한
- 별의 커비-카부
- 구 도라에몽-유메노,TV출연자
- 신 도라에몽-경찰관,페로
- 도라에몽 노비타의 남해대모험-해적
- 도라에몽 노비타의 태양왕전설-남성
- 도라에몽 노비타와 날개의 용자들-까마귀 병사
- 더 도라에몽즈 시리즈-코게로보
- 모험유기 플러스터 월드-와이버스트
- 괴도 세인트 테일-치바
- 우에키의 법칙-그라노
- 쵸빗츠-지마
- 창천항로-조인
- 해피 럭키 깜짝맨-잇폰즈리테이(강태공)
- 출동119구조대-카메라맨
- 사막의해적 캡틴쿠파-드럼
- 명탐정 코난 극장판-미도리카와 유키오
- F-ZERO 팔콘전설-존 타나카,닥터 클래쉬
- GTO-단마 류지
- 록맨 에그제 스트림-바렐
- 어벤져-판
- 침묵의 함대-우츠미(후반)
- 해피 럭키 깜짝맨-잇폰즈리테이
- 트랜스포머 아르마다-블러
- 트랜스포머 에너곤-수퍼리온 맥시머스, 사이클로너스
- 철권: 블러드 벤젠스-카자마 진
- 기동전사 건담 SEED FREEDOM-아놀드 도이만

- 치바 잇신은 참고로 반다이 남코의 3D 격투게임 철권의 카자마 진의 성우를 맡고 있기도 하다.

참고로, 철권3에 카자마 진이 처음 등장해, 그 때부터 현재까지 카자마 진의 성우로 활동 중이다.